# Кожевникова, Екатерина Вадимовна
Екатерина Вадимовна Кожевникова (род. 2 августа 1954, Москва) — советский и российский композитор и музыкально-общественный деятель. Заслуженный деятель искусств Российской Федерации (2000). Член Правления и председатель Камерно-симфонического объединения Союза московских композиторов.

## Биография
Родилась в 1954 году в семье известного писателя Вадима Кожевникова. Окончила Центральную музыкальную школу при Московской консерватории по классу фортепиано профессора Л. Н. Наумова. Факультативно занималась композицией с профессором Д. Б. Кабалевским, затем с профессором Т. Н. Хренниковым. В 1977 году закончила Московскую государственную консерваторию им. П. И. Чайковского (класс композиции профессора Т. Н. Хренникова), а в 1979 году — аспирантуру консерватории. Среди её преподавателей: Ю. Н. Холопов (курс теоретических дисциплин), Е. П. Макаров (класс инструментовки).
В 1977 году на Всесоюзном конкурсе молодых композиторов получила первую премию за Первую симфонию. Участвовала во всесоюзных и международных фестивалях новой музыки. С 1978 большинство её симфонических, камерных и хоровых сочинений было исполнено на Международном фестивале современной музыки «Московская осень».
С 1988—1990 гг. работала главным консультантом Всесоюзной комиссии камерной и симфонической музыки Союза композиторов СССР. С 2009 года по настоящее время является председателем камерно-симфонического объединения Союза московских композиторов. С 2002 года по настоящее время является членом Правления Союза московских композиторов. С 1998 г. — член оргкомитета фестиваля «Московская осень».

## Сочинения

### Сочинения для симфонического оркестра
- Симфония № 1(1977)
- Симфония № 2 « Sinfonia da Requiem» Посвящается памяти матери. (1979г)
- Симфония № 3 (2003. Вторая редакция 2018)
- «Песнопение» (1988)
- «Мольба» (1991)
- «Видение» Посвящается Маэстро Кримцу. (2004)
- «Каин и Авель» (2006)
- «Иудифь» симфоническая картина. Посвящается Константину Кримцу. (2008)
- «Летняя пастораль» для духового оркестра. (2015)
- Концерт для фортепиано и симфонического оркестра. Посвящается Элеоноре Теплухиной (2017)

### Сочинения для струнного оркестра.
- «Ретроспекция» (1996)
- «Прощание» для флейты, клавесина и струнного оркестра. Посвящается памяти Армена Шахбагяна. (1999)
- «Маленькая Пасхальная Литургия». Посвящается Владиславу Булахову. (2009)
- «Голубая планета, улетающая в Бесконечность». (2005)

### Балет
- «Иудифь». Одноактный балет. Посвящается Константину Кримцу. (2008)

### Оратории и кантаты
- « Мулланур» оратория на стихи Р. Харриса для тенора, сопрано, хора и большого симфонического оркестра. (1984)
- «Казачье слово» кантата для баса, меццо сопрано, хора и большого симфонического оркестра на народный русский текст. (1985)
- «Эрос» оратория для баса, меццо сопрано, хора, органа и большого симфонического оркестра на стихи античных поэтов: Паллада, Ивика, Анакреонта, Алкмана, Флакка, Алкея, Сапфо, Тукциана. (1990)
- «Чёт и нечет» кантата на стихи поэтов «Серебряного века» В. Брюсова, В. Ходасевича, К. Бальмонта для хора, органа и камерного оркестра. (2002)
- «Лазорь» кантата для народного голоса и камерного оркестра на стихи М. Цветаевой из поэмы «Переулочки». Посвящается Инне Ромащук. (2005)
- «Зимнее утро» на стихи А. С. Пушкина для смешанного хора, колокольчиков, вибрафона, арфы и виолончели. (2007)
- «Сон Богородицы» апокрифическая песнь на текст духовных стихов для 2х голосов, струнного оркестра и ударных. Посвящается Сергею Жукову.(2009)

### Сочинения для хора a cappella.
- «Земной поклон» для смешанного хора и солирующего женского народного голоса на стихи М.Цветаевой. (1987)
- «Молитва последних Оптинских старцев на начало дня» для смешанного хора. (2009)

### Камерная инструментальная и вокальная музыка.
- Вокальный цикл на стихи Омара Хайама для баритона и камерного ансамбля.(1975)
- «Музыка для двоих» для виолончели и фортепиано. (1976)
- Струнный квартет № 2 «Три пьесы в прошедшем времени». (1977)
- «Триптих» на стихи А.Фета для тенора, органа и камерного ансамбля. (1978)
- «Три женских портрета» на стихи В.Брюсова для сопрано и фортепиано.(1979)
- «Largo» для арфы, 2хскрипок, альта и виолончели. (1983)
- Струнный квартет № 3 (1985)
- «Три свадебные песни» на народный русский текст для народного голоса.(1985)
- «Постлюдия» для 2х мандолин, мандолы, гитары и фортепиано. Посвящается В.Круглову. (1993)
- «Звонарь» триптих для фортепиано. Посвящается Ларисе Шиловской. (1994)
- «Восхождение к свету» две главы из древнеегипетской книги мёртвых для меццо сопрано, 2х скрипок, альта, виолончели, арфы, фортепиано и саксофона. (1997)
- «Мираж» для ударных инструментов и арфы. (1998) «Сельский пейзаж с колокольней» секстет для деревянных духовых Инструментов (2001)
- «…если мы вдвоём» вокальный цикл на стихи А.Ахматовой и Н.Гумилёва для сопрано, баса, 2х скрипок, альта, виолончели и фортепиано. (2013)
- «Ещё раз о птицах» трио для флейты, виолончели и фортепиано. (2019)

## Семья
Муж — Конотопов Михаил Васильевич, доктор экономических наук, профессор, заслуженный деятель науки Российской Федерации.
Сын — Конотопов Вадим Михайлович, кандидат экономических наук.

## Награды
- Почётное звание «Заслуженный деятель искусств Российской Федерации» (Указ Президента Российской Федерации от 27.10.2000 г. № 1809[1])
- Первая премия на Всесоюзном конкурсе молодых композиторов, студентов и аспирантов музыкальных вузов страны, посвящённом 60-летию Великого Октября. (1978)